# Entelecara turbinata
Entelecara turbinata is een spinnensoort in de taxonomische indeling van de hangmatspinnen (Linyphiidae).
Het dier behoort tot het geslacht Entelecara. De wetenschappelijke naam van de soort werd voor het eerst geldig gepubliceerd in 1918 door Eugène Simon.